# نقد سرمایه‌داری

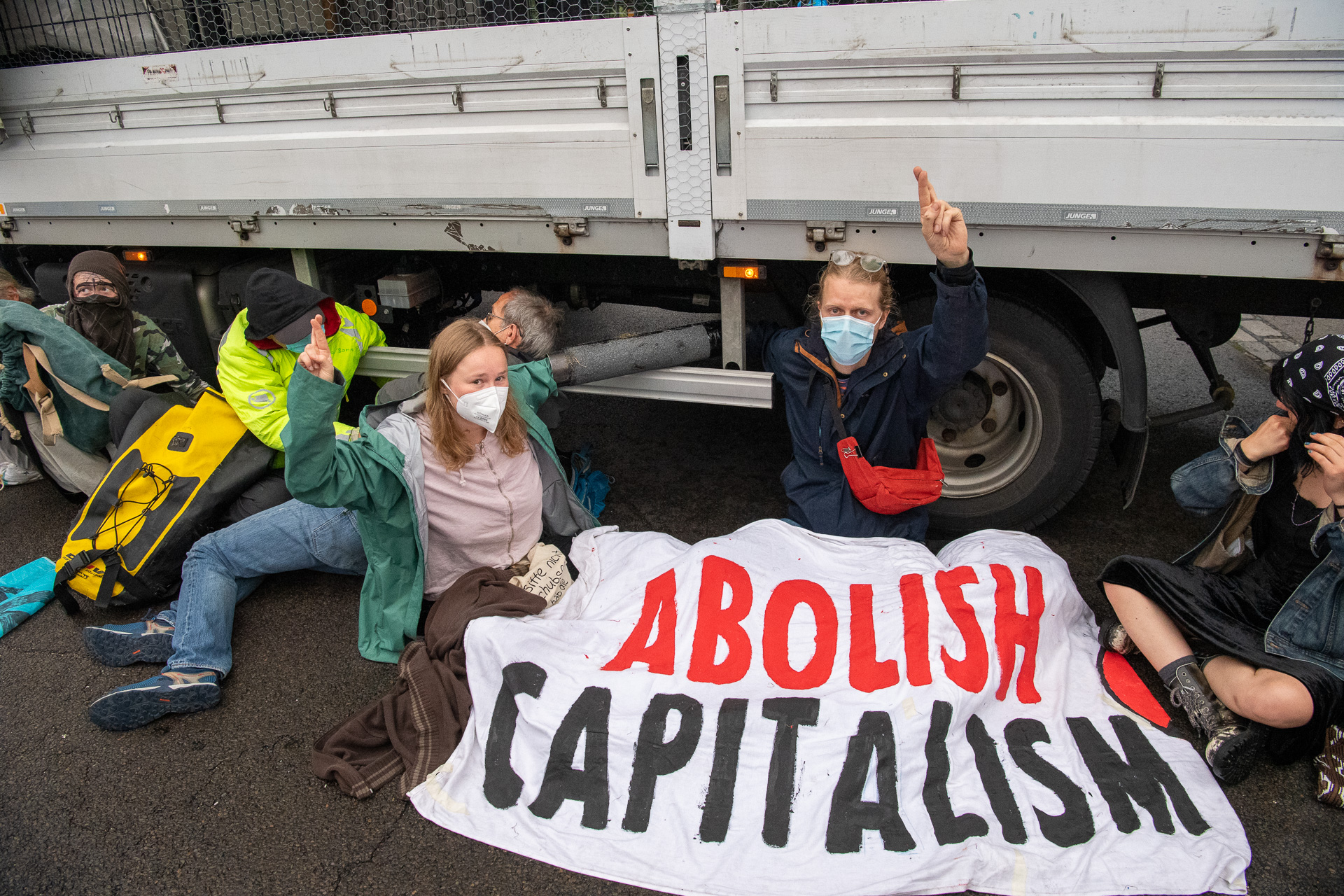
منتقدان سرمایه‌داری در برلین

انتقاد از سرمایه‌داری از ابراز مخالفت با اصول سرمایه‌داری به‌طور کلی تا ابراز مخالفت با نتایج خاص از سرمایه‌داری را در بر می‌گیرد.
نقد سرمایه‌داری از رویکردهای مختلف سیاسی و فلسفی از جمله دیدگاه‌های آنارشیستی، سوسیالیستی، مارکسیستی، مذهبی و ناسیونالیستی ناشی می‌شود. برخی معتقدند که غلبه بر سرمایه‌داری فقط از طریق انقلاب امکان‌پذیر است در حالی که برخی دیگر معتقدند که تغییرات ساختاری می‌تواند به آرامی و از طریق اصلاحات سیاسی رخ دهد. برخی از منتقدان بر این باورند که در سرمایه‌داری شایستگی‌ها و نکات مثبتی وجود دارد و مایلند آن را با نوعی از کنترل اجتماعی، معمولاً از طریق مقررات دولتی (مانند جنبش بازار اجتماعی) متعادل کنند.
در میان نقدهای سرمایه‌داری، انتقادهای شایع شامل این است که سرمایه‌داری ذاتاً استثمارگر، بیگانه‌کننده، ناپایدار و بی‌ثبات است و نابرابری اقتصادی گسترده‌ای ایجاد می‌کند. انتقادهای شایع دیگر شامل این است که در سرمایه‌داری انسان همانند یک کالا دیده می‌شود و ضد دمکراتیک است و منجر به فرسایش حقوق بشر و حاکمیت ملی می‌شود و در عین حال انگیزه‌هایی را برای امپریالیسم و گسترش‌طلبی و جنگ را تقویت می‌کند. منتقدانی نیز کار مزدی را با برده‌داری مقایسه کرده‌اند. برخی نیز از نقش نژادپرستی در سرمایه‌داری سخن به میان آورده‌اند.
در مقابل نیز پاسخ‌هایی به این انتقادات در منتقدان مکتب‌های اقتصادی چون مکتب اتریش دیده شده‌است.

### مآخذ
- Carsel, Wilfred (1940). "The Slaveholders' Indictment of Northern Wage Slavery". Journal of Southern History. 6 (4): 504–520. JSTOR 2192167.
- Fitzhugh, George (1857). Cannibals All! or, Slaves Without Masters. Richmond, VA: A. Morris. ISBN 978-1-4290-1643-8.
- George, Henry (1898) [1883]. Social Problems. New York: Doubleday and McClure.
- Graeber, David (2004). Fragments of an Anarchist Anthropology. Prickly Paradigm Press. ISBN 978-0-9728196-4-0.
- Graeber, David (2007). Possibilities: Essays on Hierarchy, Rebellion and Desire. AK Press. ISBN 978-1-904859-66-6.
- Marx, Karl (1847). Wage Labour and Capital.
- Marx, Karl (1990) [1867]. Capital, Volume I. London: Penguin Classics. ISBN 978-0-14-044568-8.
- Mattei, Clara E. (2022). The Capital Order: How Economists Invented Austerity and Paved the Way to Fascism. University of Chicago Press. ISBN 978-0-226-81839-9.
- Nelson, John O. (1995). "That a Worker's Labour Cannot Be a Commodity". Philosophy. 70 (272): 157–165. doi:10.1017/s0031819100065359. JSTOR 3751199.
- Nitzan, Jonathan; Bichler, Shimshon (2009). Capital as Power: A Study of Order and Creorder. Routledge. ISBN 978-0-415-49680-3.
- Roediger, David (2007a) [1991]. The Wages of Whiteness: Race and the Making of the American Working Class (revised and expanded ed.). London & New York: Verso. ISBN 978-1-84467-145-8.
- Roediger, David (2007b). "An Outmoded Approach to Labour and Slavery". Labour/Le Travail. 60: 245–250. JSTOR 25149808.
- Sullivan, Dylan; Hickel, Jason (2023). "Capitalism and extreme poverty: A global analysis of real wages, human height, and mortality since the long 16th century". World Development. 161. doi:10.1016/j.worlddev.2022.106026.
- Wiedmann, Thomas; Lenzen, Manfred; Keyßer, Lorenz T.; Steinberger, Julia K. (2020). "Scientists' warning on affluence". Nature Communications. 11 (3107): 3107. Bibcode:2020NatCo..11.3107W. doi:10.1038/s41467-020-16941-y. PMC 7305220. PMID 32561753.